# Japanisches Olympisches Komitee
Das Japanische Olympisches Komitee (jap. 日本オリンピック委員会, Nippon orimpikku iinkai; engl. Japanese Olympic Committee, kurz JOC; franz. Comité Olympique Japonais) ist das Nationale Olympische Komitee (NOC/CNO) Japans und Mitglied des Internationalen Olympischen Komitees (IOC/CIO). Organisiert ist es seit 1989 als eigenständige Stiftung (zaidan-hōjin) unter Aufsicht des Ministeriums für Bildung, Kultur, Sport, Wissenschaft und Technologie. Nach der Zweiteilung der Stiftungsrechtsformen ist es seit 2011 gemeinnützige Stiftung (kōeki zaidan-hōjin).
Sitz des Olympischen Komitees war lange das Kishi Kinen Taiiku Kaikan („Kishi-Gedenk-Sporthaus“) im Tokioter Stadtteil Jinnan in Shibuya, Präfektur Tokio; dort haben auch die Nihon Taiiku Kyōkai und zahlreiche nationale Verbände in Einzelsportarten ihren Sitz. 2019 wurde der Japan Sports Olympic Square in Kasumigaokamachi im Bezirk Shinjuku der Präfektur Tokio als Nachfolger fertiggestellt.

## Geschichte
Das Japanische Olympisches Komitee war lange Teil des japanischen Sportbunds, bevor er als eigenständige Struktur ausgegliedert wurde: Erster Vorläufer war der 1911 gegründete „Großjapanische Sportverband“, Dai-Nippon Taiiku Kyōkai (大日本体育協会, engl. Japan Amateur Sports Association, kurz JASA), der 1927 als Stiftung (zaidan-hōjin) genehmigt wurde. 1942 wurde er als Dai-Nippon Taiikukai (大日本体育会) neu organisiert und absorbierte die Organisationsstrukturen der Mitgliedsverbände. Nach dem Ende des Pazifikkriegs wurde die Eigenständigkeit der Disziplinenverbände 1948 wiederhergestellt, die Organisation erhielt ihren heutigen Namen als „Japanischer Sportbund“, Nihon Taiiku Kyōkai (日本体育協会, engl. weiterhin Japan Amateur Sports Association, seit 2005 Japan Sports Association). In Vorbereitung auf die Olympischen Sommerspiele 1964 in Tokio wurde 1961 die gesetzliche Grundlage für eine eigenständige Organisationsstruktur des Olympischen Komitees geschaffen. 1989 wurde schließlich die eigenständige Stiftung in ihrer heutigen Form genehmigt.

## Mitglieder
Rund 50 nationale japanische Verbände in Einzelsportarten, darunter auch einige nichtolympische Sportarten, sind Mitglieder des Japanischen Olympisches Komitees. Mit wenigen Ausnahmen (Amateurbaseball, Squash u. a.) sind sie gleichzeitig Mitglieder des japanischen Sportbunds.

## Logos
Das Hauptlogo des Nippon Olympic Iinkai besteht seit 1962 aus den olympischen Ringen unter der (damals noch nicht rechtlich festgeschriebenen) Flagge Japans, ein zweites, 1993 eingeführtes Emblem besteht aus einer stilisierten japanischen Fahne, dem lateinischen Schriftzug JAPAN und den olympischen Ringen.

## Präsidenten des Japanischen Olympischen Komitees
Präsidenten der Dai-Nippon Taiiku Kyōkai und ihrer Nachfolger:
- Kanō Jigorō, Jūdō-Pionier, 1911–1921
- Kishi Seiichi, 1921–1933
- Generalleutnant des Heeres Ōshima Matahiko, 1936–1937
- Shimomura Hiroshi, Mitglied des Herrenhauses, 1937–1942
- Hiranuma Ryōzō, Präsident des japanischen Turnverbandes, 1945–1946
- Azuma Ryōtarō (später Gouverneur der Präfektur Tokio und Präsident des japanischen Skiverbandes), 1947–1958
- Tsushima Juichi, Mitglied des Rätehauses und Präsident des japanischen Goverbandes, 1959–1962

Eigenständige Präsidenten des Nippon Olympic Iinkai:
- (ehemals: Prinz, Oberstleutnant des Heeres) Takeda Tsuneyoshi, 1962–1969
- Aoki Hanji (später Präsident des japanischen Sportbundes und des japanischen Leichtathletikverbandes), 1969–1973
- Tabata Masaji, Präsident des japanischen Schwimmverbandes, 1973–1977
- Shibata Katsuji, ehemaliger Boxer, 1977–1989

Präsidenten des Nippon Olympic Iinkai als eigenständige Stiftung:
- Tsutsumi Yoshiaki, Präsident des japanischen Skiverbandes und Vorsitzender der Seibu Tetsudō, 1989–1990
- Furuhashi Hironoshin, Präsident des japanischen Schwimmverbandes, 1990–1999
- Yagi Yūshirō, japanischer Skiverband, 1999–2001
- Takeda Tsunekazu, Reiter und Sohn von (Prinz) Takeda, 2001–2019
- Yamashita Yasuhiro, Jūdōka und Sportwissenschaftler, Präsident des japanischen Jūdōverbandes (全日本柔道連盟 zen-Nihon jūdō renmei, „Alljapanischer Judobund“), seit 2019